# Каза Эстрелья дель Бенфика
«Каза Эстрелья дель Бенфика» (кат. Casa Estrella del Benfica) — бывший андоррский футбольный клуб из населённого пункта Ла-Масана. Домашние матчи проводил на стадионах Федерации футбола Андорры. Президентом клуба являлся Жулио Лагоа да Силва.

## История
Команда основана в 1999 году. В сезоне 2000/01 «Каза Эстрелья дель Бенфика» впервые приняла участие во втором дивизионе Андорры и заняла 4 место. В сезонах 2002/03 и 2003/04 команда занимала второе место в Сегона Дивизио. Сезон 2005/06 завершился для «Каза Эстрелья дель Бенфика» бронзовыми наградами второго дивизиона. В следующем сезоне команда стала победителем Сегона Дивизио и вышла в Примеру. В чемпионате Андорры клубу не удалось закрепится, заняв последнее 8 место «Бенфика» вылетела обратно во второй дивизион. Спустя сезон, команда вновь вышла в высший дивизион Андорры, однако там закрепиться команде не удалось, она вновь заняла последнее 8 место. В 2010 году главным тренером команды являлся Унберто Родригес. В сезоне 2013/14 клуб занял последнее 15 место и покинула турнир. Весной 2014 года команда дошла до полуфинала Кубка Федерации, где уступила дублю «Энкампа» (3:7). В 2014 году «Каза Эстрелья дель Бенфика» прекратила существование.

## Стадион

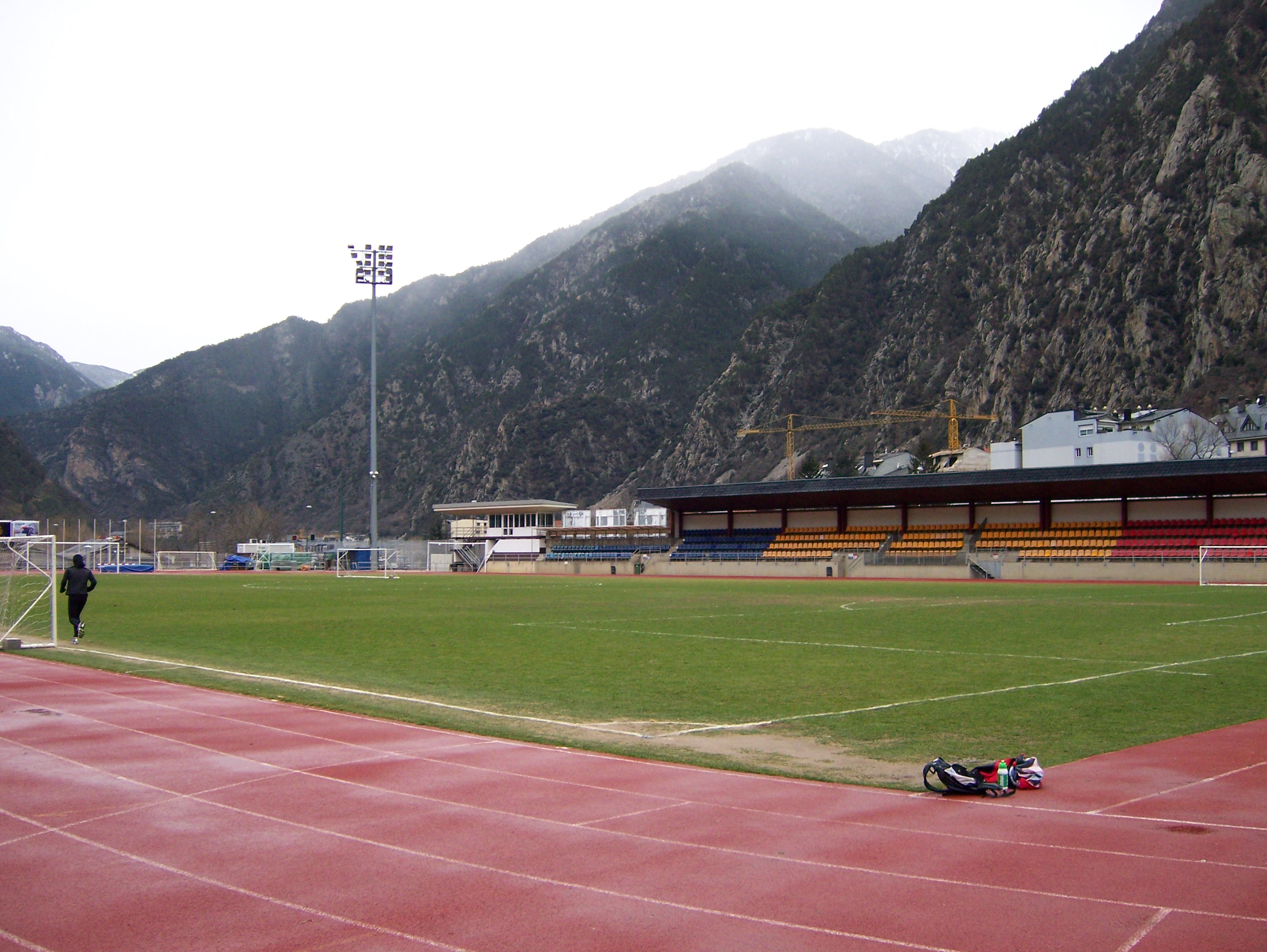
Стадион «Комуналь д’Ашоваль»

Футбольная федерация Андорры проводит матчи Примера и Сегона Дивизио на принадлежащих ей стадионах. Также федерация распределяет стадионы и поля для тренировок для каждой команды. Стадион «Комуналь д’Ашоваль» расположен на юге Андорры в Сан-Жулиа-де-Лория и вмещает 899 зрителей. Иногда матчи проводятся в приграничном с Андоррой испанском городе Алас-и-Серк, на стадионе «Сентре Эспортиу д'Алас», вмещающем 1500 человек или на тренировочном поле в Ордино.

## Достижения
- Победитель второго дивизиона Андорры (2): 2006/07, 2009/10
- Серебряный призёр второго дивизиона Андорры (2): 2002/03, 2003/04
- Бронзовый призёр второго дивизиона Андорры (1): 2005/06

## Главные тренеры
- Унберто Родригес (2010)

## Статистика
| Сезон   | Дивизион        | Место в чемпионате | И  | В  | Н | П  | ГЗ | ГП | О  | Кубок Андорры | Кубок Федерации | Примечание         |
| ------- | --------------- | ------------------ | -- | -- | - | -- | -- | -- | -- | ------------- | --------------- | ------------------ |
| 2000/01 | Сегона Дивизио  | 4 из 7             | 6  | 1  | 2 | 3  | 7  | 12 | 12 | 1/4 финала    |                 |                    |
| 2001/02 | Сегона Дивизио  | 4 из 7             | 17 | 5  | 0 | 12 | 30 | 55 | 15 |               |                 |                    |
| 2002/03 | Сегона Дивизио  | 2 из 7             | 18 | 11 | 1 | 6  | 40 | 30 | 34 | 1/8 финала    |                 |                    |
| 2003/04 | Сегона Дивизио  | 2 из 9             | 16 | 11 | 2 | 3  | 44 | 14 | 35 | 1/16 финала   |                 |                    |
| 2004/05 | Сегона Дивизио  | 6 из 8             | 14 | 4  | 1 | 9  | 13 | 24 | 13 | 1/8 финала    |                 |                    |
| 2005/06 | Сегона Дивизио  | 3 из 7             | 18 | 7  | 4 | 7  | 26 | 29 | 25 | 1/8 финала    |                 |                    |
| 2006/07 | Сегона Дивизио  | 1 из 8             | 20 | 14 | 4 | 2  | 38 | 16 | 46 | 1/8 финала    |                 | Повышение          |
| 2007/08 | Примера Дивизио | 8 из 8             | 20 | 2  | 1 | 17 | 13 | 68 | 7  | 1/8 финала    |                 | Понижение          |
| 2008/09 | Сегона Дивизио  | 5 из 7             | 12 | 4  | 3 | 5  | 30 | 23 | 15 | 1/16 финала   |                 |                    |
| 2009/10 | Сегона Дивизио  | 1 из 8             | 20 | 13 | 3 | 4  | 47 | 25 | 42 | 1/16 финала   |                 | Повышение          |
| 2010/11 | Примера Дивизио | 8 из 8             | 20 | 1  | 3 | 16 | 15 | 97 | 6  | 1/4 финала    |                 | Понижение          |
| 2011/12 | Сегона Дивизио  | 7 из 10            | 18 | 8  | 1 | 9  | 33 | 48 | 25 | 1/16 финала   |                 |                    |
| 2012/13 | Сегона Дивизио  | 6 из 12            | 22 | 11 | 0 | 11 | 43 | 42 | 33 | 1/16 финала   |                 |                    |
| 2013/14 | Сегона Дивизио  | 15 из 15           | 14 | 3  | 1 | 10 | 22 | 41 | 1  | 1/16 финала   | Полуфинал       | Клуб расформирован |